# Francis Russell, 7:e hertig av Bedford
Francis Russell, 7:e hertig av Bedford, född den 13 maj 1788 i London, död den 14 maj 1861 på Woburn Abbey, Bedfordshire. Han var son till John Russell, 6:e hertig av Bedford och Georgiana Elizabeth Byng.
Bedford var parlamentsledamot (whig) åren 1809-1832. Han blev riddare av Strumpebandsorden 1847. 
Han gifte sig 1808 på Harrington House i London med lady Anna Russel (1783-1857), dotter till general Charles Stanhope, 3:e earl av Harrington. 

## Barn
- William Russell, 8:e hertig av Bedford (1809-1872)